# Neucoswig

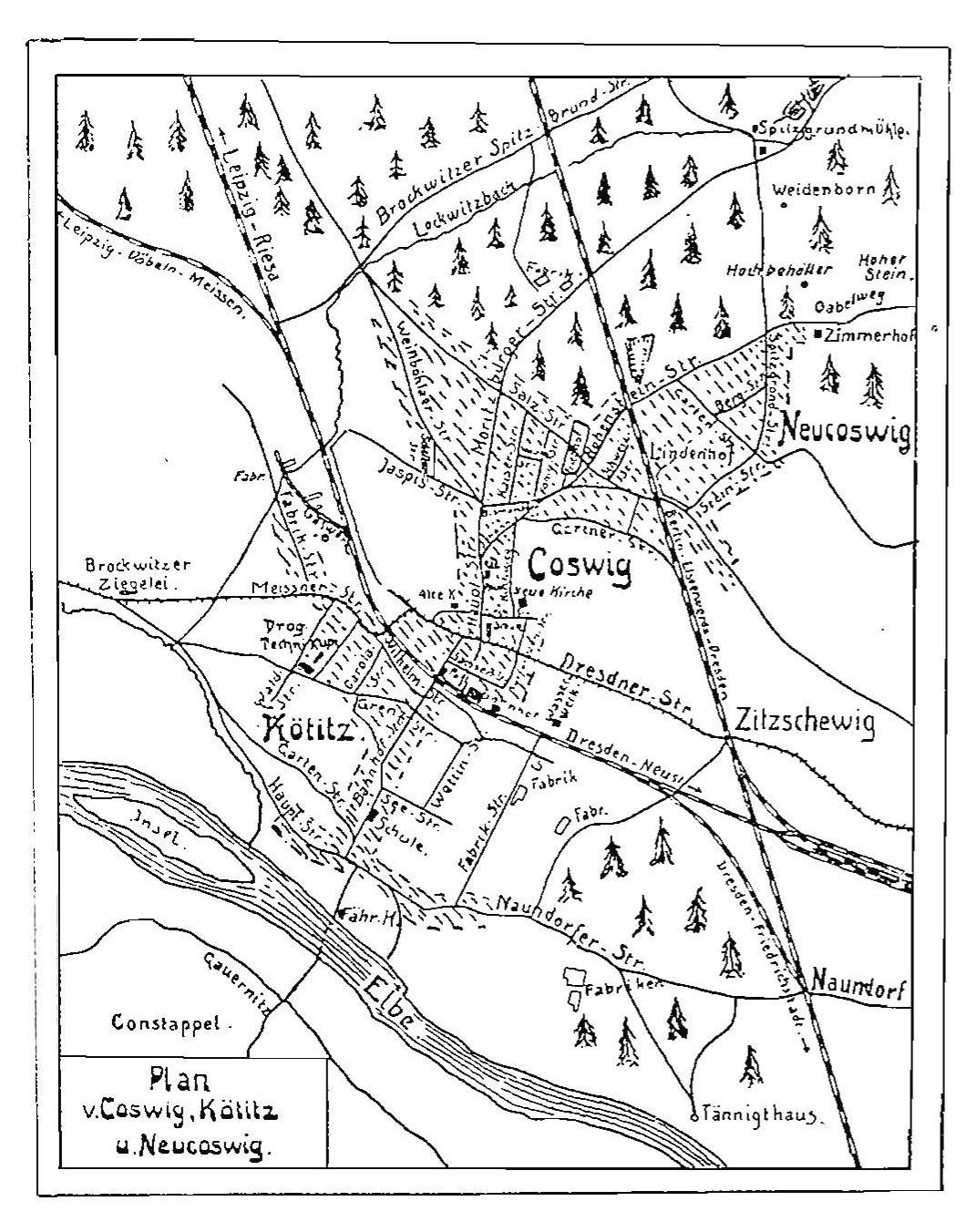
Neucoswig mit Coswig und Kötitz auf einer 1906 erschienenen Karte

Neucoswig ist eine in der gleichnamigen Gemarkung gelegene Siedlung in Coswig im Landkreis Meißen, Sachsen.

## Geographie
Neucoswig befindet sich im Nordosten des Coswiger Stadtgebiets. Im Westen und Süden grenzt es an die Gemarkung Coswig, im Norden an Weinböhla und im Osten an den Radebeuler Stadtteil Zitzschewig. Es liegt westlich der auslaufenden Lößnitzhöhen und hat Anteil am Friedewald. 

## Geschichte

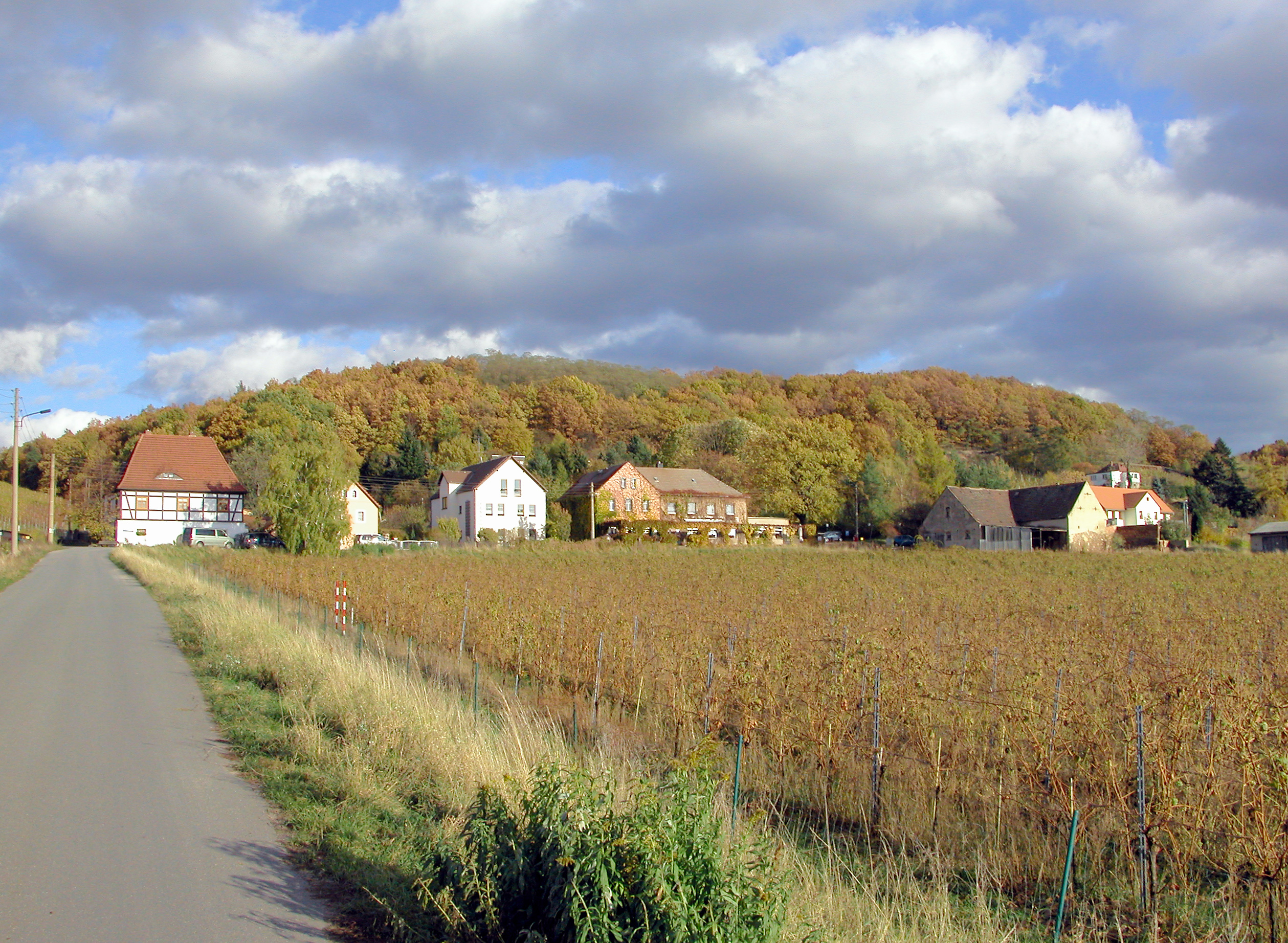
Neucoswig am historischen Weingut Talkenberger Hof

Erste Gebäude auf Flurstücken der heutigen Gemarkung Neucoswig entstanden im 16. Jahrhundert. Zuvor war das wenige Kilometer nordöstlich mitten im Friedewald gelegene Dorf Kreyern auf Geheiß des Kurfürsten August aufgelöst und geräumt worden, um dessen zusammenhängendes Jagdgebiet zu vergrößern. Die Bewohner wurden auf die Coswiger Flur umgesiedelt, wahrscheinlich siedelten sich einige auch im späteren Neucoswig an. Unter den neuen Einwohnern Coswigs befand sich auch ein „Jorg Dalchenbergk“, der 1595 im Coswiger Kirchenbuch Erwähnung fand. Auf ihn geht der Name des „Talkenberger Hofs“ zurück, des einer Inschrift am Türbogen zufolge 1607 von ihm errichteten, bedeutendsten Neucoswiger Weinguts. Ausgedehnte Wälder wurden im Zuge der Besiedlung gerodet und wichen Weinbauflächen.
Für die entstandene Siedlung fanden zunächst die Bezeichnungen „Im neuen Dorf“ oder „In den Bergen“ Verwendung. Auf Grundlage der Landgemeindeordnung von 1838 wurde die Siedlung zur selbstständigen Landgemeinde und weist damit eine ähnliche Geschichte auf wie die Winzergemeinden Ober- und Niederlößnitz im benachbarten Radebeul. Im Jahre 1839 taucht erstmals der Begriff „Weinbergsgemeinde“ auf. Erst ab 1862 hieß der Ort Neucoswig. Zunächst verwaltete das Amt Moritzburg die Siedlung, 1875 ging sie in den Bereich der Amtshauptmannschaft Meißen über. 
Zu den vorhandenen Weingütern kamen im Verlauf des 19. Jahrhunderts Häuserzeilen. Der Lindenhof wurde ab 1890 zu einer „Heilanstalt für Gemüths- und Nervenkranke“ umgebaut. Im Jahre 1900 betrug die Fläche der Flur 90 Hektar. Am 1. Mai 1913 eröffnete der Eisenbahnhaltepunkt Neucoswig an der Bahnstrecke Berlin–Dresden, der Regionalverkehr wurde 2002 eingestellt. Die Gemeinde stellte 1914 ihr Rathaus fertig, das sich am Geschwister-Scholl-Platz befindet und heute als Wohnhaus dient. Bereits sechs Jahre später, am 1. April 1920, erfolgte die Eingemeindung nach Coswig, das sich damit erstmals um ein weiteres Dorf vergrößerte. Seither teilt Neucoswig die Geschichte Coswigs, in das es auch eingepfarrt ist.

### Einwohnerentwicklung
| Jahr | Einwohner    |
| ---- | ------------ |
| 1846 | 260          |
| 1871 | 214          |
| 1890 | 285          |
| 1910 | 984          |
| 1925 | siehe Coswig |